# Musculus abductor cruris caudalis
Der Musculus abductor cruris caudalis (lateinisch für „schwanzseitiger Abspreizer des Unterschenkels“) ist ein Skelettmuskel der Hintergliedmaße bei Raubtieren. Er entspringt am Ligamentum sacrotuberale des Beckens und setzt an der Unterschenkelfaszie (Fascia cruris) an. Der schmale, streifenförmige Muskel liegt innen dem Hinterrand des Musculus biceps femoris an. Er wird vom Nervus peroneus innerviert und spreizt das Hinterbein ab (Abduktion). Zudem dient er der Propriozeption.
Der Musculus gluteofemoralis der Katzen wurde früher auch als „kopfwärtsliegender Abspreizer des Unterschenkels“ (Musculus abductor cruris cranialis) bezeichnet.